# 양리웨이

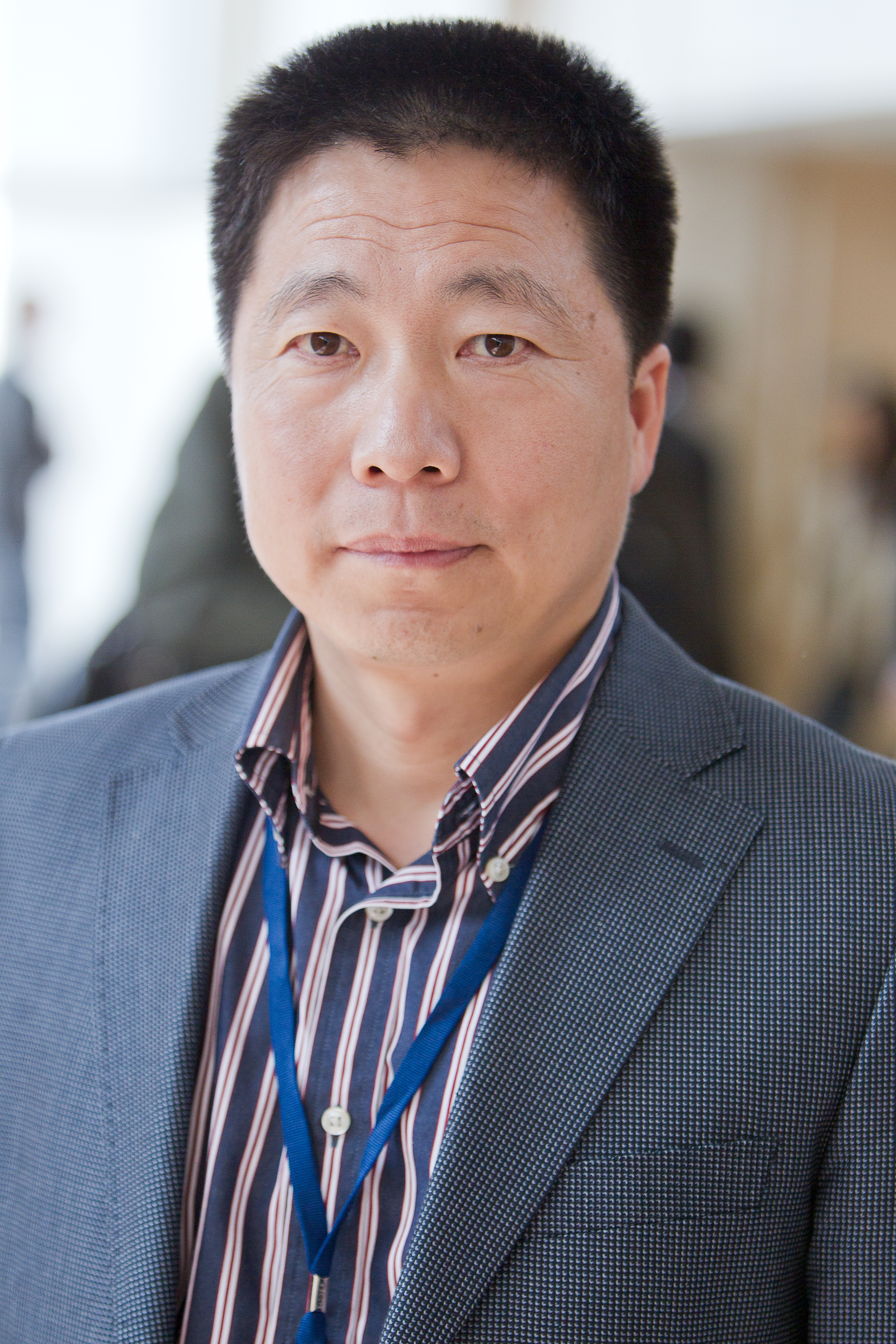
양리웨이

양리웨이(양리위, 중국어 간체자: 杨利伟, 정체자: 楊利偉, 병음: Yang Liwei, 1965년 6월 21일 ~ )는 중화인민공화국 최초의 우주인이다.
랴오닝성 호로도시 쑤이중현 출신이며 인민해방군 공군 중령으로 근무하다가 선저우 5호에 탑승, 성공적으로 귀환하였다. 귀환 후 대령으로 진급하였고 2008년에는 소장으로 진급했다. 2004년에 홍콩중문대학에서 명예 이학박사학위를, 2013년에 마카오과학기술대학에서 명예 이학박사학위를 받았다.